# 井上茂
井上 茂（いのうえ しげる、1944年2月2日 - ）は、日本の俳優、演出家、殺陣師。大阪府出身。表現集団・茂組代表。元：ピラニア軍団。兄はタレントのゆうき哲也。

## 概要
興國商業高校卒業後の1963年に原健策に弟子入りし、翌年に東映京都テレビプロダクションに入社。10年間所属した後、東京に進出し田村企画に所属。川谷拓三の影響でピラニア軍団に入団。その後は京都に戻る。2004年に表現集団・茂組を結成。

## 出演

### テレビドラマ
- 仮面の忍者 赤影 （KTV / 東映）
  - 第23話「地獄の魔老女」（1967年） - 老爺
  - 第39話「六大怪獣大逆襲」（1967年） - 根来忍者
- 銭形平次（CX / 東映）
  - 第229話「負けるな母ちゃん」（1970年） - 勘五郎
  - 第562話「風車の唄」（1977年） - 銀次
  - 第572話「むささび小僧」（1977年） - 下っ引き・蝶太(ノンクレジット)
  - 第578話「はしりがねの女」（1977年） - 蝶太
  - 第582話「夫婦坂」（1977年） - 蝶太
  - 第607話「岡っ引きの女房」（1978年） - 蝶太
  - 第697話「三味線慕情」（1979年） - 常松
  - 第827話「簪は知っていた」（1982年） - 黒松
- 燃えよ剣 （1970年、日本教育テレビ(NET、現：テレビ朝日、東映京都テレビプロ） - 新選組隊士・松本捨助
- 軍兵衛目安箱 （1971年、NET / 東映）
  - 第2話「陽の当たる町」
  - 第11話「いろはにほへと」
  - 第18話「流れ星の花」
- 水戸黄門（TBS / C.A.L）
  - 第3部 第17話「二つに別れた黄門主従 -堺-」（1972年3月20日）-ごろつき
  - 第4部
    - 第6話「越後血風録 -高田-」（1973年2月26日）-藩士（ノンクレジット）
    - 第31話「仇討無用」（1973年8月20日） - やくざ

  - 第5部
    - 第5話「苦難を越えて -松本-」（1974年4月29日） - 雲助
    - 第15話「黄門さまの鬼退治 -岡山-」（1974年7月8日） - 百姓

  - 第6部
    - 第10話「兄妹拳法絶海の対決 ‐隠岐‐」（1975年6月2日） - 漁師
    - 第12話「宍道湖慕情 ‐松江‐」（1975年6月16日） - 編笠の侍
    - 第28話「めぐり逢い -鎌倉-」（1975年10月6日） - 十手持ち

  - 第7部
    - 第5話「何の因果で若旦那 -花巻-」（1976年6月21日） - 牢番
    - 第18話「盗まれた印籠 -山形-」（1976年9月20日） - 代官所役人
    - 第25話「母恋し、父（ちゃん）悲し -高田-」（1976年11月8日） - 御用飛脚

  - 第8部
    - 第2話「駕籠屋になった助さん格さん -川崎-」（1977年7月25日） - 駕籠岩の雲助
    - 第14話「飛竜の火祭り -新宮-」（1977年10月17日） - 須佐美屋筏衆
    - 第25話「初春博多囃子 -博多-」（1978年1月2日） - 藤兵衛の子分

  - 第9部 第1話「北国への旅立ち -水戸-」（1978年8月7日） - 船頭
  - 第10部 第4話「仇討ち箱根馬子唄 -箱根-」（1979年9月3日） - 権六
  - 第14部 第10話「初春格さん仇討ち相撲 -青森-」（1984年1月2日） - 音松
  - 第15部 第21話「意地で守った名人芸 -鳥取-」（1985年6月17日） - 巾着切り
  - 第17部
    - 第6話「悲願仇討ち傘女房 -岐阜-」（1987年10月5日） - 千八
    - 第14話「馬が蹴散らす悪企み -琴平-」（1987年11月30日） - 又三

  - 第18部
    - 第8話「泥棒夫婦の大予言 -追分-」（1988年10月31日） - 牢番
    - 第22話「祇園太鼓で悪退治 -小倉-」（1989年2月13日） - 雲助
    - 第30話「天下の嶮の悪退治 -箱根-」（1989年4月10日） - 猪助

  - 第19部 第22話「悪事隠す謎の切腹 -高田-」（1990年2月26日） - 中間
  - 第20部
    - 第3話「情けが仇のとろろ汁 -駿府-」（1990年11月5日）
    - 第29話「瞼の人はドジな泥棒 -鳥取-」（1991年5月27日） - 石見屋次郎作

  - 第21部
    - 第1話「悪鬼が巣喰う岡崎城 -水戸・岡崎-」（1992年4月6日） - 角三
    - 第23話「母の秘密は卍の入れ墨 -敦賀-」（1992年9月7日） - 森吉

  - 第22部
    - 第8話「仇討ち悲願の旅芝居 -桑名-」（1993年7月5日） - 寅吉
    - 第32話「会津名物夫婦下駄 -会津-」（1993年12月20日） - 仙太

  - 第23部
    - 第3話「泣き笑い幽霊旅籠 -熊谷-」（1994年8月15日） - 伝兵衛の子分
    - 第23話「命の恩人は大嘘つき -下関-」（1995年1月16日） - 仙太
    - 第31話「格さんは夫の敵 -丸亀-」（1995年3月13日） - 七造

  - 水戸黄門外伝　かげろう忍法帖
    - 第3話「闇に蝶が舞う」（1995年6月5日） - 雲助A
    - 第16話「悪を懲らした女たち」（1995年9月4日） - 閻魔

  - 第24部
    - 第3話「恋しい人は凶状持ち -駿府-」（1995年10月2日） - 源太
    - 第19話「悪を糺した瀬戸の花嫁 -広島-」（1996年1月29日） - 鯖平
    - 第22話「冤罪晴らす復讐の刃 -敦賀-」（1996年2月19日） - 権造の子分
    - 第28話「悪を砕いた世直し剣 -長岡-」（1996年4月8日） - 寅吉

  - 第25部 第23話「帰らぬ兄は逃亡者 -小松-」（1997年6月2日） - 丑松
  - 第32部
    - 第9話「助さんの相棒は娘スリ-輪島-」(2003年10月13日)　- 牢番
    - 第16話「開かずの鍵が解いた謎 -白河-」（2003年12月1日） - 石神勘五郎

  - 第33部 第3話「亭主オロオロ女の決闘 -有松-」（2004年4月26日） - 大文字屋の子分
  - 第35部 第20話「男意気地の無法松 -福岡-」（2006年3月6日） - 役人
- 必殺シリーズ（ABC / 松竹）
  - 必殺仕置人 第12話「女ひとりの地獄旅」（1973年） - 由里源八
  - 必殺からくり人 第6話「秘めごとは白い素肌にどうぞ」（1976年） - 牛太郎
  - 必殺からくり人・血風編 第9話「小判が眼をむく紅い闇」（1976年） - 中山伝八郎
  - 必殺仕事人V・風雲竜虎編 第10話「子連れ女 殺し旅」（1987年） - 松造
- 大岡越前（TBS / C.A.L）
  - 第4部
    - 第1話「大岡越前」（1974年10月7日） - 船宿の男
    - 第6話「黒い影」（1974年11月11日） - 岡っ引
    - 第15話「ともだち」（1975年1月13日）
    - 第18話「似顔絵の女」（1975年2月3日）

  - 第5部
    - 第12話「唐獅子の復讐」（1978年4月24日）
    - 第21話「犬に咬まれたドジな奴」（1978年6月26日） - 音吉

  - 第6部
    - 第7話「勇気ある証言」（1982年4月19日） - 人足
    - 第20話「死を賭けた潜入」（1982年7月19日） - 銀七

  - 第7部 第25話「命を賭けた御用旅」（1983年10月10日） - 石松
  - 第8部 第16話「抜け荷暴いた娘掏摸」（1984年11月5日） - 留吉
  - 第10部
    - 第12話「暴利を貪る悪徳商法」（1988年5月2日） - 仙太
    - 第17話「夢で拾った因果な財布」（1988年6月20日） - 銀平

  - 第11部 第5話「娘目明し一番手柄」（1990年5月21日）
  - 第12部〜第13部（1991 - 93年） - もぐらの久助（レギュラー）
  - 第14部
    - 第7話「復讐果たす怒りの十手」（1996年7月29日） - 伝次
    - 第9話「幸せ咲かせた兄妹草」（1996年8月12日） - 民次
    - 第11話「狐火の五千両」（1996年8月26日） - 富治
- 運命峠 第7話「仇討ち兄妹」（1974年、関西テレビ / 東映）
- 影同心（MBS / 東映）
  - 影同心
    - 第1話「夜霧の殺し節」（1975年）- 行商人
    - 第6話「廓に咲く花殺し節」（1975年）- 子分
    - 第24話「男の操は殺し節」（1975年）

  - 影同心II
    - 第9話「山茶花一輪武士の首」（1975年） - 小三郎
    - 第21話「木枯しの中の二人」（1976年）
- お耳役秘帳 （1976年、KTV / 歌舞伎座テレビ）
  - 第4話「六万石を喰う男」 - 丹波
  - 第22話「一か八かの挑戦」 - 山口
- 遠山の金さん 杉良太郎版 （NET/東映）
  - 第1シリーズ
    - 第3話「女狐を追いつめろ!!」（1975年） - 弥十
    - 第31話「明日に別れの賽を振れ!!」（1976年）
    - 第52話「明日を知らない女」（1976年）
    - 第56話「可愛い女」（1976年）
    - 第58話「陰謀の凶弾」（1976年）
    - 第66話「危険も二倍の賭けで死ね！」（1977年）
    - 第69話「お白州に小判の雨が降る!」（1977年）- 勝造手下
    - 第79話「巡礼お勝参上」（1977年）- 霞の籐兵衛手下
    - 第95話「殺しが呼んだ恋月夜」（1977年）- 潜りの政吉手下
    - 第99話「奈落におちた玉の輿」（1977年）- 福富屋手代 半助
    - 第100話「忍び図絵を掏った娘」（1977年）- 夜鴉の庄兵衛手下

  - 第2シリーズ 第30話「怨みをはらす紅化粧」（1979年）- 丑之助
- 大都会 PARTII 第29話「17番ホールの標的」（1977年、日本テレビ /　石原プロ）※渡瀬恒彦が石原プロに橋渡しをして、主犯役での出演が実現[2]
- 大江戸捜査網（TX / 三船プロ）
  - 第312話「甦えった魂なき殺人者」（1977年） - 大坂から来た男
  - 第399話「鉄火芸者涙の情け肌」（1979年） - 暁烏の半助
- 達磨大助事件帳 第12話「からくり花泥棒」（1978年、ANB / 前進座 / 国際放映） - 与三郎
- 暴れん坊将軍（ANB / 東映）
  - 吉宗評判記 暴れん坊将軍（1978年 - 1982年） - め組の若い衆 鉄
  - 暴れん坊将軍II（1983年 - 1987年） - め組の若い衆 鉄
  - 暴れん坊将軍IV
    - 第18話「鬼を退治の夫婦饅頭」（1991年） - 平助
    - 第66話「めおと三味線上州しぐれ!」（1992年） - 直八

  - 暴れん坊将軍V
    - 第3話「狙われた氷の美女」（1993年） - 留造
    - 第31話「空を飛んだ米相場」（1993年） - 次郎八
    - 第41話「対決! みちのく恋風剣法」（1994年） - 権造

  - 暴れん坊将軍VI
    - 第19話「五千両の恋泥棒!」（1995年） - 権六
    - 第23話「わが子を裁く鬼の父」（1995年） - 末松
    - 第37話「冷や飯剣法恋囃子」（1995年） - 加助

  - 暴れん坊将軍VII 第9話「吉宗よ、誰が為に泣く」（1996年） - 甚平
  - 暴れん坊将軍VIII 第22話「うりふたつの女 お茶会に秘められた罠」（1998年） - 聖天一家
  - 暴れん坊将軍IX 第25話「牢獄炎上! 暗闇に咲く地獄花」（1999年）
- 大追跡 第2話「狙撃者（スナイパー）の眼が光る」（1978年、日本テレビ / 東宝） - 砂塚
- 疾風同心、八丁堀暴れ軍団（1978年 - 1979年、東京12チャンネル / C.A.L） - チョロ松
- 若さま侍捕物帳 第1話「命ごま参上!!」（1978年、ANB / 前進座 / 国際放映） - 権次
- 風鈴捕物帳（1978年 - 1979年、ANB / 東映） - 源次
- 江戸の用心棒 第21話 「暗殺剣 千鳥」（1981年、CX / 東宝 / 映像京都）
- 同心暁蘭之介 第36話「殺しの影」（1982年7月、CX）
- 源九郎旅日記 葵の暴れん坊（ANB / 東映）
  - 第15話「極楽とんぼのひとり旅」（1982年） - 藤吉
  - 第31話「すっぽん夫婦ながれ唄」（1982年） - 万造
- 松平右近事件帳（1982-83年、日本テレビ）
  - 第8話「夫婦のきずな」 - 植木屋
  - 第41話「ろくでなしの恩返し」 - 辰吉
- 江戸を斬る（TBS / C.A.L）
  - 江戸を斬るVII
    - 第11話「お京誘拐御用旅」（1987年） - 伝六
    - 第21話「殺しの陰で嗤う奴」（1987年）

  - 江戸を斬るVIII 第21話「遠山狙う能面の女」（1994年） - 中間
- 三匹が斬る! シリーズ（ANB / 東映）
  - 三匹が斬る! 第13話「冬椿、越すに越されぬ女郎坂」（1988年） - 源太
  - 新・三匹が斬る! 第22話「さらば三匹、死出の旅への王手飛車」（1993年） - 長次
- 八百八町夢日記 （NTV / ユニオン映画）
  - 第1シリーズ
    - 第6話「女賊の恋」（1989年）
    - 第15話「若同心よ胸で泣け」（1990年）
    - 第20話「祭り囃子が聞こえる」（1990年） - 作蔵
    - SP4「おりん無惨!今蘇る関が原の戦い」（1990年） - 光照寺の僧侶

  - 第2シリーズ（1992年）
    - 第15話「泣くな！真四郎」 - 三次
    - 第34話「夢之介最大の危機」 - 菊次
- あばれ八州御用旅 第1シリーズ 第1話「国定忠治を斬れ!」（1990年、TX / ユニオン映画） - 仁吉
- 風流太平記 密命（1990年、NTV / ユニオン映画）
- 闇を斬る!大江戸犯科帳 （NTV / ユニオン映画）
  - 第11話「運命の銃弾」（1993年）
  - 第17話「人情裁き! 裏表二人奉行」（1993年） - 源太
- 銭形平次 第4シリーズ 第10話「お静の秘密」（1994年、CX） - 丹次
- 江戸の用心棒 第1シリーズ 第10話「当たり千両富くじ娘」（1994年、NTV） - 源八
- 名奉行 遠山の金さん（ANB / 東映）
  - 第3シリーズ 第11話「密入国のジャパユキさん」（1990年） - 権蔵
  - 第6シリーズ 第17話「催眠殺人の姉弟」（1994年） - 夢幻
  - 第7シリーズ 第6話「集団スリ 美しい未亡人裏の顔」（1995年） - 安五郎
- 月曜ドラマスペシャル「一色京太郎事件ノート4・京都西陣に消えた女」（1997年、TBS / オフィス・ヘンミ）
- 御家人斬九郎（CX / 映像京都）
  - 第2シリーズ 第6話「仕官の罠」（1997年） - 勘次
  - 第3シリーズ 第5話「馬の脚」（1997年） - 月形一座の役者

### 映画
- やくざの墓場 くちなしの花（1976年、東映京都） - 岡本　※渡瀬恒彦が深作欣二に井上を引き合わせ出演が実現[2]
- ピラニア軍団 ダボシャツの天（1977年、東映京都） - 神組側組員A
- らしゃめん（1977年、東映京都） - 誠志塾の塾生A
- 日本の首領 野望篇（1977年、東映京都）
- 第三の極道（1995年） - 木田
- 難波金融伝・ミナミの帝王 - レギュラー端役
- 総長賭博（2004年）